# Tempo

Inicio de una edición de la Sonata K. 331 de Mozart, con dos tipos de indicación de tempo. Andante grazioso incluye el adjetivo gracioso para concretar el carácter. La indicación metronómica precisa que hay que tocar 120 corcheas por minuto, es decir, 2 por segundo.

Los términos tempo, movimiento o aire en terminología musical hacen referencia a la velocidad con la que debe ejecutarse una pieza musical. Se trata de una palabra italiana que significa «tiempo». En las partituras de una obra el tempo se suele representar al inicio de la pieza encima del pentagrama.
A lo largo de la historia de la música occidental surgieron dos formas de indicar el tempo. Hasta la invención del metrónomo se empleaban determinadas palabras como andante, allegro, etc. que aportaban una idea subjetiva de la velocidad de la pieza y a la vez aportaban información sobre el carácter o la expresión que había que dar a la música. La invención del metrónomo aportó mayor precisión y dio lugar a las indicaciones metronómicas.
En la música occidental actual se suele indicar en pulsaciones por minuto (ppm), abreviado también como bpm, de la expresión beats per minute en inglés. Esto significa que una figura determinada (por ejemplo, una negra o corchea) se establece como pulso y la indicación significa que debe ser ejecutado un determinado número de pulsos por minuto. Cuanto mayor es el tempo, mayor es el número de pulsos por minuto que se deben tocar y por tanto más rápidamente debe interpretarse la pieza. 
En función del tempo una misma obra musical tiene una duración más o menos larga. De forma parecida, cada figura musical (una negra o una blanca) no tiene una duración específica y fija en segundos, sino que depende del tempo.

## Historia
En Europa ya alrededor del primer tercio del siglo XVI Luis de Milán indicaba el tempo en su colección de música para vihuela El Maestro, con indicaciones como "algo apriessa" o "compás a espacio". En el siglo XVII, la práctica se extiende y los compositores han querido dejar indicaciones sobre la partitura relacionadas con la velocidad a la que querían que se interpretara su música. Estas indicaciones han sido de varios tipos según los momentos y las tradiciones musicales, pero hay un momento de cambio importante cuando en el año 1812 se inventa el metrónomo, patentado por Johann Maelzel en 1816.
En cuanto a la representación gráfica de estas indicaciones, tanto las textuales como las metronómicas, con frecuencia se sitúan inmediatamente encima del pentagrama cuando se trata de una partitura a un solo pentagrama, o bien del pentagrama superior cuando se trata de una pieza con varios pentagramas.

### Antes de la invención del metrónomo
En música clásica, hasta la invención del metrónomo, lo habitual era describir el tempo de una pieza mediante una o más palabras, habitualmente adjetivos que describían la velocidad de la pieza musical y de su interpretación como andante, allegro, etc. 
La mayoría de estas palabras son italianas durante los siglos XVII y sobre todo el XVIII, con independencia de la nacionalidad del autor y el lugar donde se produjera esta música. Esto fue así debido a que muchos de los más importantes compositores del siglo XVII eran italianos, y este periodo fue cuando las indicaciones de tempo fueron ampliamente utilizadas y codificadas por primera vez. Su uso se generalizó progresivamente en toda Europa a lo largo del siglo XVIII, en especial el de las palabras más habituales (adagio, andante, allegro y presto). 
En ocasiones estas expresiones aportaban información también sobre el carácter o la expresión que había que dar a la música. Esto difumina la distinción tradicional entre los indicadores de tempo y de carácter. Así por ejemplo, andante (caminante en italiano) da una determinada sensación de movimiento, sin embargo allegro es indicativo de velocidad pero sobre todo de carácter. Otra muestra es el caso de presto y allegro, ambos indican una ejecución rápida siendo presto más rápido. Por su parte, allegro también connota alegría por su significado original en italiano; mientras que presto indica la velocidad como tal.
En la expresión Allegro agitato que aparece en el último movimiento del Concierto para piano en fa de George Gershwin es una indicación de tempo sin duda más rápido que un allegro habitual; pero también una indicación de carácter por el adjetivo agitato ("agitado"). 

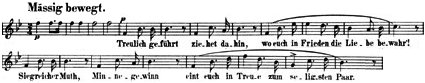
Inicio de la Marcha nupcial de Wagner, con la indicación de tempo en alemán (Mäßig bewegt: moderadamente animado)

Especialmente en la segunda mitad del siglo XVIII, las músicas conservadas en las cajas de música y en los relojes musicales, y en general en todo tipo de artilugios capaces de reproducir música de forma mecánica, son una herramienta de primera importancia para conocer las velocidades reales a las que se interpretaba la música.
Con posterioridad a la invención del metrónomo se han seguido empleando y hacia finales del siglo XIX y principios del XX, con la eclosión de los nacionalismos, tendieron a emplearse sus correspondientes traducciones a las lenguas propias de los autores que las utilizaban.

### Después de la invención del metrónomo

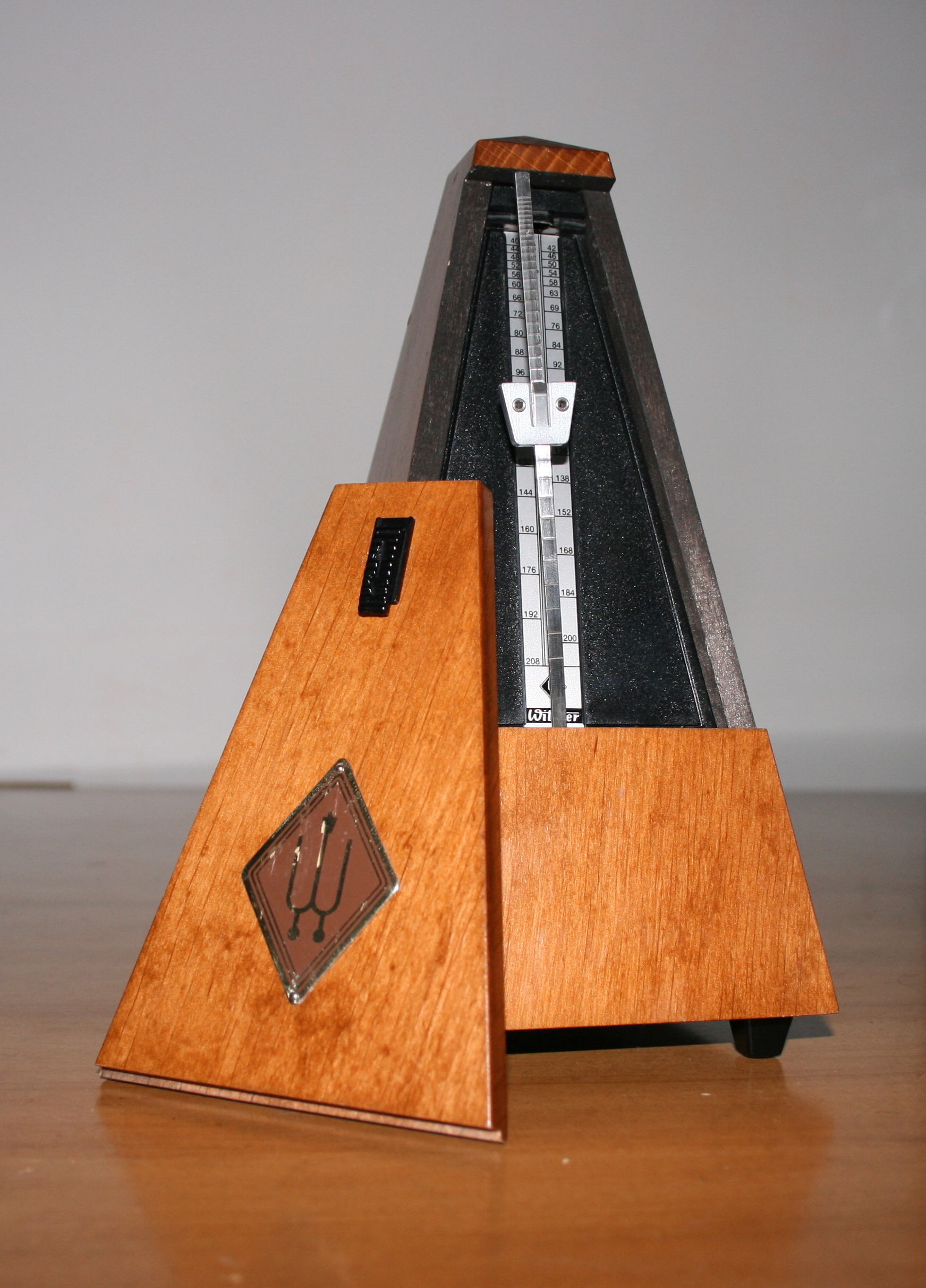
Metrónomo tradicional.

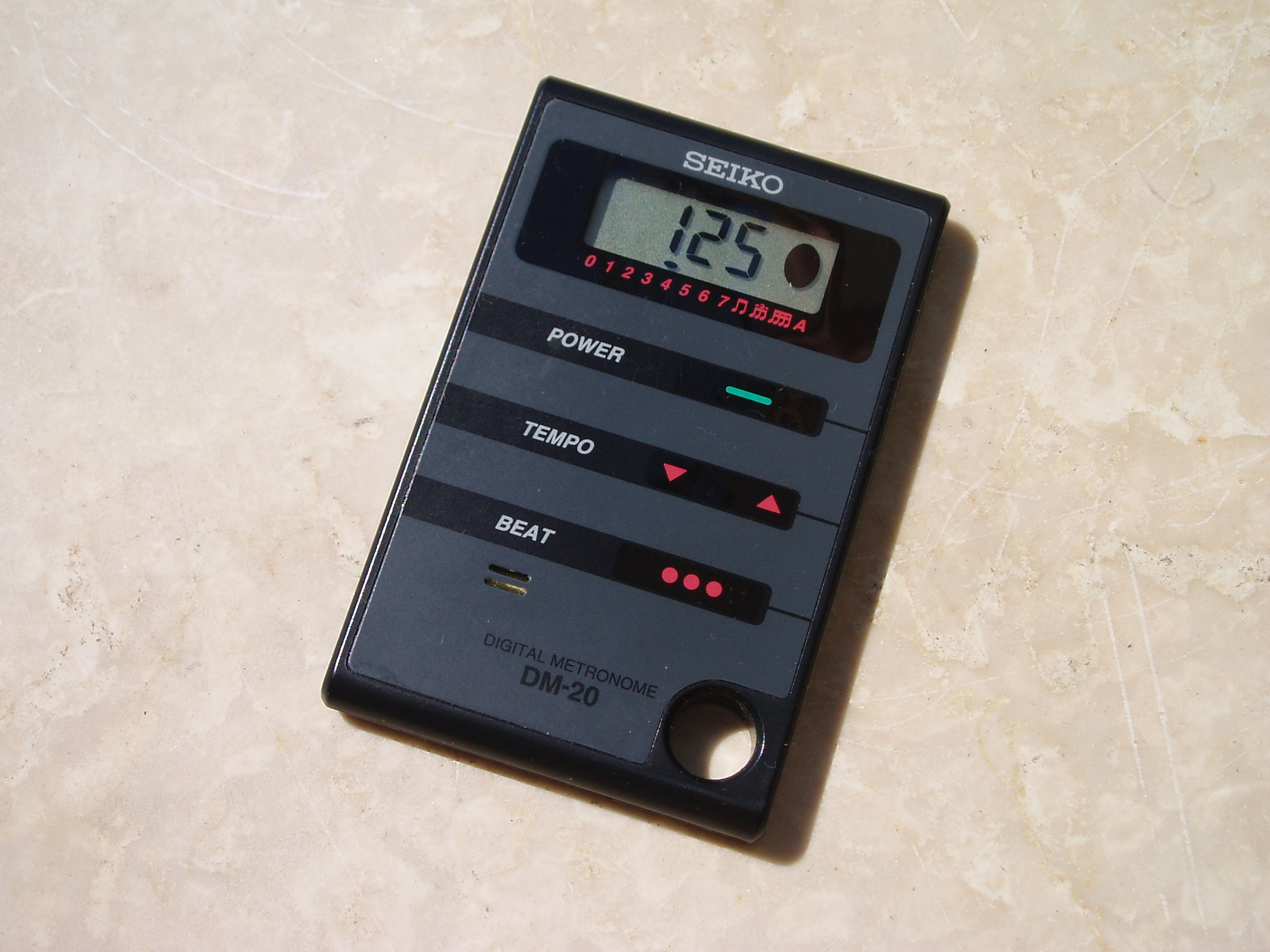
Metrónomo digital.

La invención del metrónomo con el que se podía tanto ajustar la velocidad a un determinado número de pulsaciones por minuto, como oír estas pulsaciones mientras se interpreta la música, permitió una exactitud mucho mayor que la que se había dado con anterioridad. A partir de ese momento el autor podía expresar qué figura (normalmente negra, pero también la blanca o la corchea, o la negra con puntillo en función del tipo de compás) era la que se tomaba como unidad de medida, cuál era la que equivalía a una pulsación.
Paralelamente se realizó una adecuación del sistema anterior -que no desaparecía- al nuevo, estableciendo por ejemplo que un andante correspondía a entre 60 y 80 pulsaciones por minuto. Así pues, cada una de las indicaciones textuales en italiano se corresponde con un rango de indicaciones numéricas de metrónomo.
Este tipo de marcas matemáticas de tempo fueron cada vez más populares durante la primera mitad del siglo XIX, una vez que el metrónomo fue inventado por Johann Nepomuk Mälzel aunque los primeros metrónomos eran algo inconsistentes.
El primer compositor en utilizar el metrónomo fue Beethoven y en 1817 publicó indicaciones metronómicas para sus (entonces) ocho sinfonías. Algunas de estas marcas son hoy objeto de polémicas, como las de su Sonata para piano "Hammerklavier" y su novena sinfonía, ya que para muchos parece ser casi imposiblemente rápido. El mismo caso ocurre con muchas de las obras de Robert Schumann. Como alternativa a las indicaciones de metrónomo, algunos compositores del siglo XX como Béla Bartók y John Cage, proporcionarían el tiempo total de ejecución de una obra, de la cual podía deducirse aproximadamente el tempo pertinente.
Con la aparición de la música electrónica moderna, las pulsaciones por minuto se convirtió en una medida sumamente precisa. Asimismo, los secuenciadores de música utilizan este sistema de ppm para indicar el tempo.
El tempo es tan esencial en la música contemporánea como en la clásica. En la música electrónica de baile, el conocimiento exacto del ppm de una canción es fundamental para los DJs a efectos del beatmatching (sincronización de ritmos).
Por lo general, a lo largo de los últimos siglos el tempo ha sido indicado cada vez con un mayor grado de precisión por parte de los creadores de la música. Ello no obsta que elementos diversos entre los que podemos contar las capacidades técnicas del intérprete, las dimensiones del grupo, la acústica de la sala, etc. puedan inducir a aplicar criterios de tempo no del todo coincidentes con los que propone el autor.

## El tempo más allá de la velocidad
Existe cierta relación entre las indicaciones de tempo y los tipos de compás que se emplean, un vestigio de la notación medieval. Así, un compás de 3/2 suele designar un tempo más lento que un 3/4; mientras que un 3/8 nos lleva a un tempo más rápido. Una relación similar se establece también entre los compases 4/4 y 2/2 (alla breve). De tal modo que el compás se convierte también en una manera de proporcionar información acerca del tempo.
Epstein ha señalado que el tempo, sin embargo, no es sólo el resultado de establecer cuántas décimas de segundo dura una negra sino que es el resultado de complejas interacciones entre muchos elementos que confluyen en una obra musical como el trabajo temático, los ritmos, la articulación, la respiración, las progresiones armónicas, el movimiento tonal, la actividad contrapuntística, etc. El tempo es una reducción de toda esta globalidad a un concepto de velocidad, cuando en realidad es mucho más un concepto de movimiento en el sentido más amplio de la palabra. De ahí que encontrar el tempo correcto, el más adecuado, es una de las tareas más sutiles y más difíciles a las que se enfrenta un intérprete.

### El tempo entendido
En algunos casos (bastante a menudo hasta el final del Barroco), las convenciones que rigen la composición musical eran tan rígidas que no era necesario especificar tempo alguno. Por ejemplo, el primer movimiento del Concierto de Brandeburgo n.º 3 de Bach no contiene indicaciones de tempo ni de carácter. Al proporcionar los nombres de los movimientos, los editores de las grabaciones recurren a medidas ad hoc como señalar el movimiento de Brandeburgo como Allegro, (Allegro), (Sin indicación) y así sucesivamente.
En la música renacentista casi toda la música se entendía que fluía a un ritmo definido por el tactus, aproximadamente como el ritmo de los latidos del corazón humano. La figura se corresponde al tactus indicado por el compás mensural. 
Con frecuencia una determinada forma o género musical implica su propio tempo, así que no se necesitan explicaciones más detalladas en la partitura. En consecuencia, los músicos esperan que un minueto se interprete a un ritmo bastante majestuoso, más lento que un vals vienés; un perpetuum mobile que es bastante rápido, y así sucesivamente. Los géneros musicales pueden ser utilizados para implicar determinados tempos, por lo que Ludwig van Beethoven escribió "In Tempo d'un Menuetto" sobre el primer movimiento de su Sonata para piano op. 54, a pesar de que ese movimiento no es un minueto. Las listas de música popular emplean términos como "bossa nova", "balada" y "rock latino" prácticamente de la misma manera.
Es importante tener en cuenta al interpretar estas palabras que los tempos han variado a lo largo de las distintas etapas de la historia e incluso en diferentes lugares, pero en ocasiones ha cambiado incluso el orden de los términos. Así, un largo actual es más lento que un adagio, sin embargo en el período barroco era más rápido.

## Indicación mediante expresiones
Por convención histórica, que data de hace siglos, la mayor parte de las expresiones que se usan para indicar el tempo en las partituras están en italiano.

### Indicadores de un tempo determinado
A continuación se enumeran diversas expresiones que hacen referencia a un tempo determinado ordenadas de menor a mayor velocidad.
- Larghissimo: extremadamente lento (menos de 20 ppm); usado en raras ocasiones.
- Largo: muy lento (20 ppm).
- Lento moderato: (20 - 40ppm).
- Lento: lento (40 - 60 ppm).
- Grave: lento y solemne (≈40 ppm).
- Larghetto: más o menos lento (60 - 66 ppm)
- Adagio: lento y majestuoso (66 - 76 ppm); para Clementi, el movimiento más largo no era el largo sino el adagio.[10]
- Adagietto: un poco menos lento que el adagio (70 - 80 ppm); poco usado.
- Tranquillo: tranquilo.
- Tranquillamente.
- Afettuoso: (72 ppm).
- Andante: al paso, tranquilo, un poco vivaz (76 - 108 ppm).
- Andante moderato: con un poco más de celeridad que el andante (92 - 112 ppm).
- Andantino: más vivo que el andante moderato; sin embargo, para algunos significa menos vivo que el andante.
- Moderato espressivo
- Moderato: moderado (80 - 108 ppm).
- Allegretto grazioso.
- Allegretto: un poco animado; sin embargo, en algunas piezas se toca como allegro y en otras como andante.
- Allegro moderato.
- Allegro: animado y rápido (110 - 168 ppm).
- Vivace: vivaz.
- Vivo: rápido y vivaz.
- Allegrissimo: más rápido que el allegro; poco usado.
- Presto: muy rápido (168 - 200 ppm).
- Vivacissimo: más rápido que el vivace; poco usado.
- Vivacissimamente: Más rápido que el Vivacissimo.
- Prestissimo: muy rápido (más de 200 ppm).
- Allegro prestissimo con fuoco: extremadamente rápido (más de 240 ppm).

### Indicadores de un cambio de tempo
Aumento gradual de velocidad
- Stretto
- Stringendo
- Accelerando
- Affrettando

Disminución gradual de la velocidad
- Rallentando
- Ritardando
- Ritenuto

A voluntad del intérprete
- A piacere
- A capriccio
- Ad libitum
- Rubato

Volviendo al tempo original
- A tempo
- Tempo primo o Tempo 1º

### Otras expresiones utilizadas
- Sostenuto: sosteniendo y descuidando un poco el tiempo.
- Morendo: ir apagando el sonido y rallentando.
- Non troppo: no demasiado. (Ejemplo: Allegro ma non troppo vivace)
- Con moto: con movimiento.
- Molto: mucho.
- Poco a poco.
- Tempo di...: va acompañado del nombre de algún tipo de composición para indicar que debe tocarse como es común en ese género. Por ejemplo, "Tempo di Valzer" indica que la velocidad debe coincidir con la usada en la mayoría de los valses.
- Quasi: casi.
- Assai: tanto, muy, suficiente o bastante.
- Lo stesso tempo: a la misma velocidad.
- Tempo giusto: a una velocidad consistente.

## Indicación metronómica

Indicación metronómica.

Casi siempre, la palabra italiana que designa el tempo está acompañada por la indicación metronómica.
Esta es una expresión que indica la velocidad exacta más adecuada para una pieza de música indicando cuántas figuras de un determinado valor deben tocarse en un minuto (o compás). De este modo, la indicación  = 60 se traduce en ejecutar una pieza a tal velocidad que quepan sesenta negras en un minuto.
En la práctica, para alcanzar esta exactitud se utiliza un aparato llamado metrónomo. La indicación metronómica se emplea para homogeneizar la velocidad determinada ya que, de lo contrario, podría haber distintas interpretaciones acerca de cómo debe tocarse, por ejemplo, un allegro. Sin embargo, muchas veces es colocada por el revisor, de modo que ocasionalmente no coincide con la interpretación del autor original. Esta unidad generalmente se utiliza para medir el tempo en la música así como la frecuencia cardíaca.
La indicación de pulsaciones por minuto de una pieza musical convencionalmente se representa en la partitura como una indicación de metrónomo, como la que se ilustra en la imagen de la derecha. Esto indica que debe haber 120 pulsos de negra por minuto. 
- En los compases simples o de subdivisión binaria, en los que cada uno de sus pulsos o tiempos se puede subdividir en mitades, se suele mostrar el tempo en función de la figura musical que hay en el denominador del compás. Así, por ejemplo en un compás de 4/4 mostraría una negra, mientras que un 2/2 mostraría una blanca.
- En los compases compuestos o de subdivisión ternaria, en los que cada uno de sus pulsos o tiempos se puede subdividir en tercios, por lo que se emplea una figura con puntillo. Los compases compuestos más comunes son 6/8, 9/8 y 12/8. Por ejemplo, en el compás de 6/8 hay seis corcheas por compás, así pues se utilizará dos negras con puntillo para indicar cada ppm en cada compás.

Los tiempos exóticos y en particular los compases lentos pueden indicar su tempo en ppm mediante otras figuras musicales. La indicación ppm se convirtió en la terminología común en la música disco debido a su utilidad para los discjockeys y siguen siendo importantes en el mismo género y otras músicas de baile.